# 祁金立
祁金立（1959年7月20日—），河南滑县人，汉族，中华人民共和国政治人物、第十一届全国人民代表大会河南地区代表。
先后毕业于百泉农业专科学校（今河南科技学院）农学专业、中国政法大学经济法学专业、华中科技大学西方经济学专业，1985年加入中国共产党。曾先后担任河南省宝丰县委书记、平顶山市委组织部部长、郑州市委副书记、漯河市市长。2008年起担任全国人大代表。2011年5月任中共开封市委书记。2014年12月31日，涉嫌严重违纪接受组织调查。
2016年10月21日，祁金立受贿案在濮阳市中院开庭审理，公诉机关指控祁金立在2000年至2014年累计受贿2020万，祁金立当庭表示认罪悔罪。2017年8月30日，濮阳市中院以受贿罪判处其有期徒刑12年6个月，并处罚金人民币100万元。